# Georges Delfosse
Marie-Joseph-Georges Delfosse (auch: Delfausse; * 8. Dezember 1869 in Mascouche, Québec; † 22. Dezember 1939 in Montreal) war ein kanadischer Porträt- und Landschaftsmaler, Grafiker und Illustrator.

## Leben
Delfosse lebte mit seiner Familie ab 1882 in Montreal und besuchte dort die École Saint-Jacques und das Collège de Saint-Laurent. Am National Institute of Fine Arts, Sciences, Arts, Trades, and Industries erhielt er Malunterricht von Abbé Joseph Chabert. Nach 1885 setzte er seine Ausbildung bei Louis-Philippe Hébert und Edmond Dyonnet am Council of Arts and Manufactures der Provinz Quebec und bei William Brymner bei der Art Association of Montreal fort. 
1890 hatte Delfosse seine erste Werkausstellung bei der Exposition des Beaux-Arts in Montreal und erhielt in der Folge einen Auftrag für ein Gemälde für die Kirche Saint-Henri-de-Mascouche. 1891 gewann er mit dreien seiner Gemälde Preise bei der Provinzialausstellung in Montreal. Seine Laufbahn als Porträtmaler begann er 1896 mit einem Porträt Wilfrid Lauriers, des Premierministers von Kanada. 1900 gründete er die Société Canadienne de Portraits et de Tableaux à l’Huile und bot in seinem Studio Art National seine Dienste als Porträtmaler an. Unter anderen schuf er hier Porträts von Eduard VII. (1902), Lomer Gouin (1923) und Alexandre Lacoste (1928–1931). Daneben schuf er Illustrationen u. a. zu Albert Ferlands Femmes rêvées (1899), Rodolphe Girards Florence und Pamphile Le Mays Contes vrais (1907).
1908 heiratete Delfosse Aline Contant, eine Tochter des Komponisten Alexis Contant, und unternahm mit ihr eine Hochzeitsreise nach Europa. Dort lernte er in Paris den Maler Léon Bonnat kennen, nahm Unterricht bei Alexei Harlamoff und arbeitete an historischen Szenen für die Kathedrale Marie-Reine-du-Monde de Montréal. Nach seiner Rückkehr nach Kanada entstand 1910 sein Gemälde vom International Eucharistic Congress in Montreal mit dem Titel La bénédiction de Montréal, das von der Zeitschrift La Patrie als Druck an alle Abonnenten verteilt wurde.
In dieser Zeit war Delfosse als Maler anerkannt und begann auch, in seinem Studio zu unterrichten. Die ersten Schüler waren seine Cousine Rita Mount, seine Tochter Madelaine Delfosse und seine Frau. Sein Student Rodolphe Duguay assistierte ihm insbesondere bei Projekten in Kirchen unter der Leitung des Malers und Dekorateurs Toussaint-Xénophon Renaud. Weitere Schüler Delfosses waren die Maler Narcisse Poirier, Émile Vézina und Olivier Beaulieu und der Architekt Ludger Venne.
Das besondere Interesse Delfosses galt dem historischen Montreal. Mit Unterstützung des Archivars Édouard-Zotique Massicotte schuf er zahlreiche Gemälde von historischen oder bereits verschwundenen Plätzen der Stadt. 55 dieser Gemälde zum Thema Old Montreal (u. a. La maison de Gédéon de Catalogne, La vieille église Notre-Dame, La rue Saint-Amable) wurden 1917 in der Bibliothèque Saint-Sulpice ausgestellt. Ab 1924 lebte Delfosse in einem Haus, das sein Schüler Ludger Venne für ihn gebaut hatte. 1932 erlitt er einen Autounfall, in dessen Folge er seine künstlerische Arbeit aufgeben musste.
Insgesamt schuf Delfosse mehr als 6000 Werke. Ein großer Teil befindet sich im Besitz des Musée national des beaux-arts du Québec, des McCord Stewart Museums in Montreal und der National Gallery of Canada in Ottawa. In den 1980er Jahren fanden zwei Retrospektiven seiner Werke in Montreal und seiner Geburtsstadt Mascouche statt. Im Arrondissement Saint-Laurent (Montreal) und in Terrebonne wurde eine Straße nach ihm benannt.